# Саутпорт (Њујорк)
Саутпорт (енгл. Southport) насељено је место без административног статуса у америчкој савезној држави Њујорк.

## Демографија
По попису из 2010. године број становника је 7.238, што је 158 (-2,1%) становника мање него 2000. године.
| Група             | 2000.         | 2010.         |
| Белци             | 7.083 (95,8%) | 6.745 (93,2%) |
| Афроамериканци    | 141 (1,9%)    | 198 (2,7%)    |
| Азијати           | 22 (0,3%)     | 33 (0,5%)     |
| Хиспаноамериканци | 54 (0,7%)     | 120 (1,7%)    |
| Укупно            | 7.396         | 7.238         |